# Sergio Paulo Bydlowski
Sergio Paulo Bydlowski (São Paulo, 1 de abril de 1951) é um médico brasileiro.
Foi eleito membro da Academia Nacional de Medicina em 2003, ocupando a Cadeira 60, da qual Nuno Ferreira de Andrade é o patrono.